# 태종사

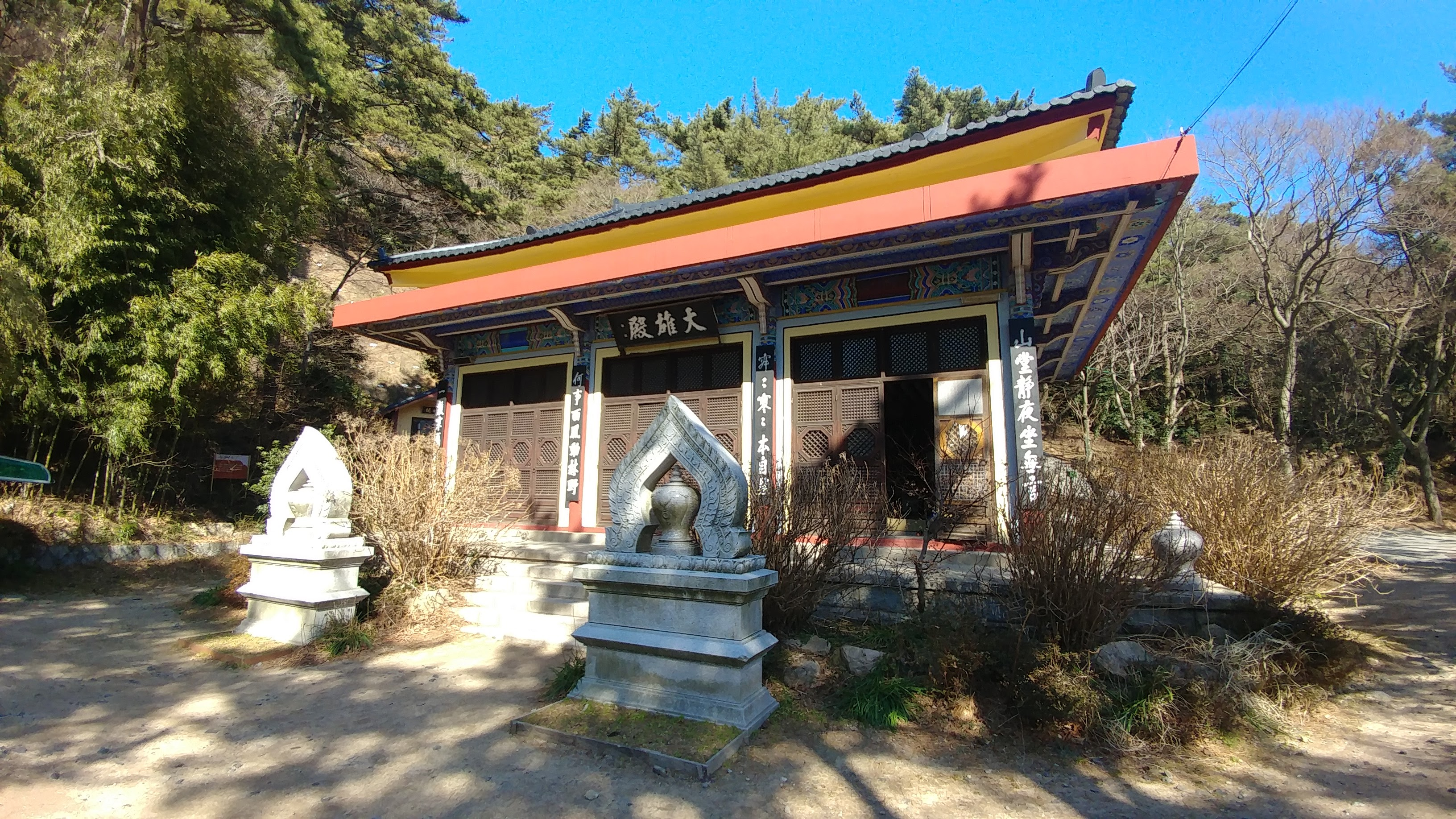
태종사 대웅전

태종사는 부산광역시 영도구 전망로 119에 위치한 사찰로 태종대 안에 있다. 1983년 스리랑카 정부에서 기증한 부처상 1점과 정골 사리 2개, 해탈 보리수나무가 있다.

## 갤러리

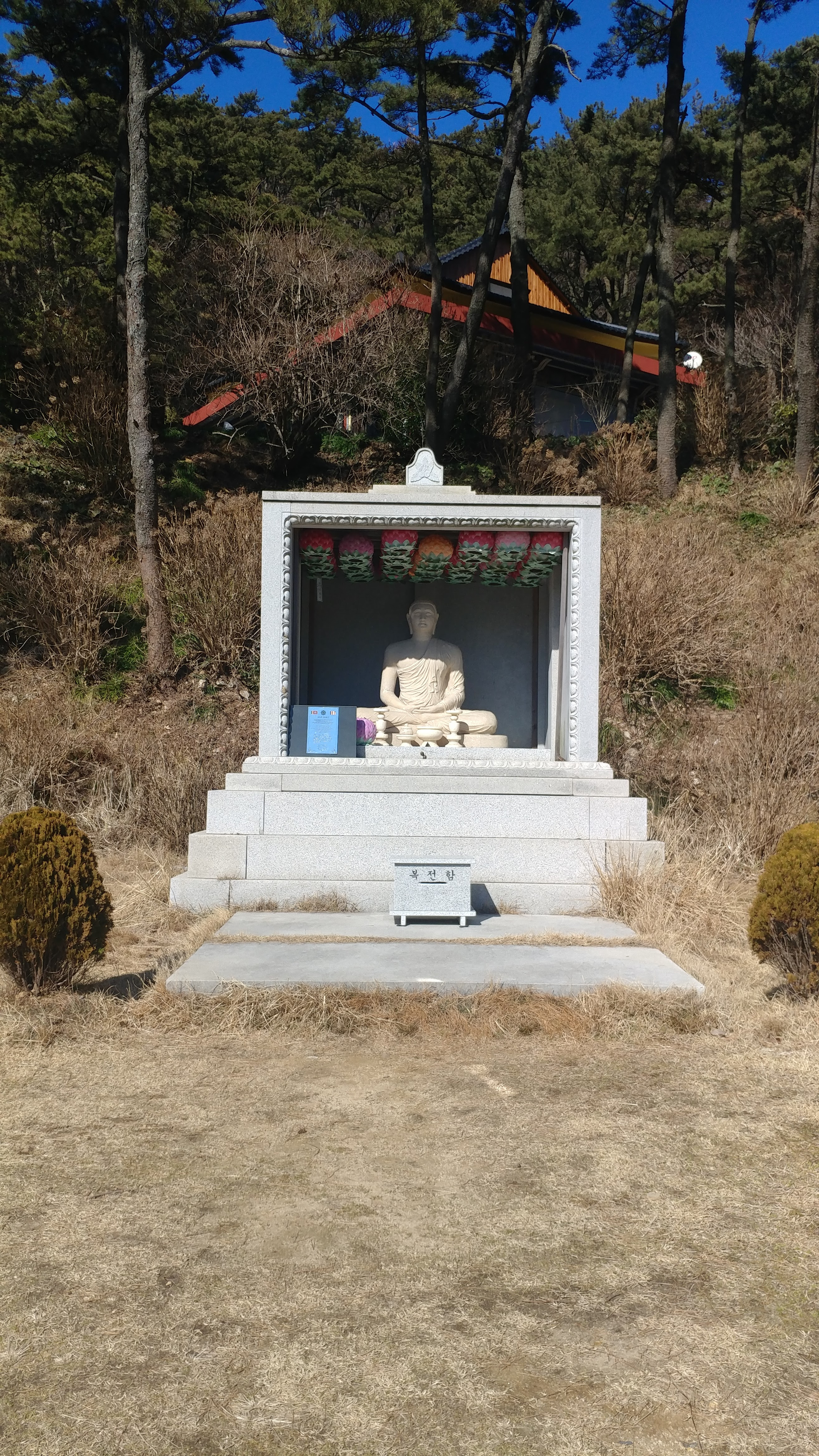
태종사 스리랑카 사마디 불상
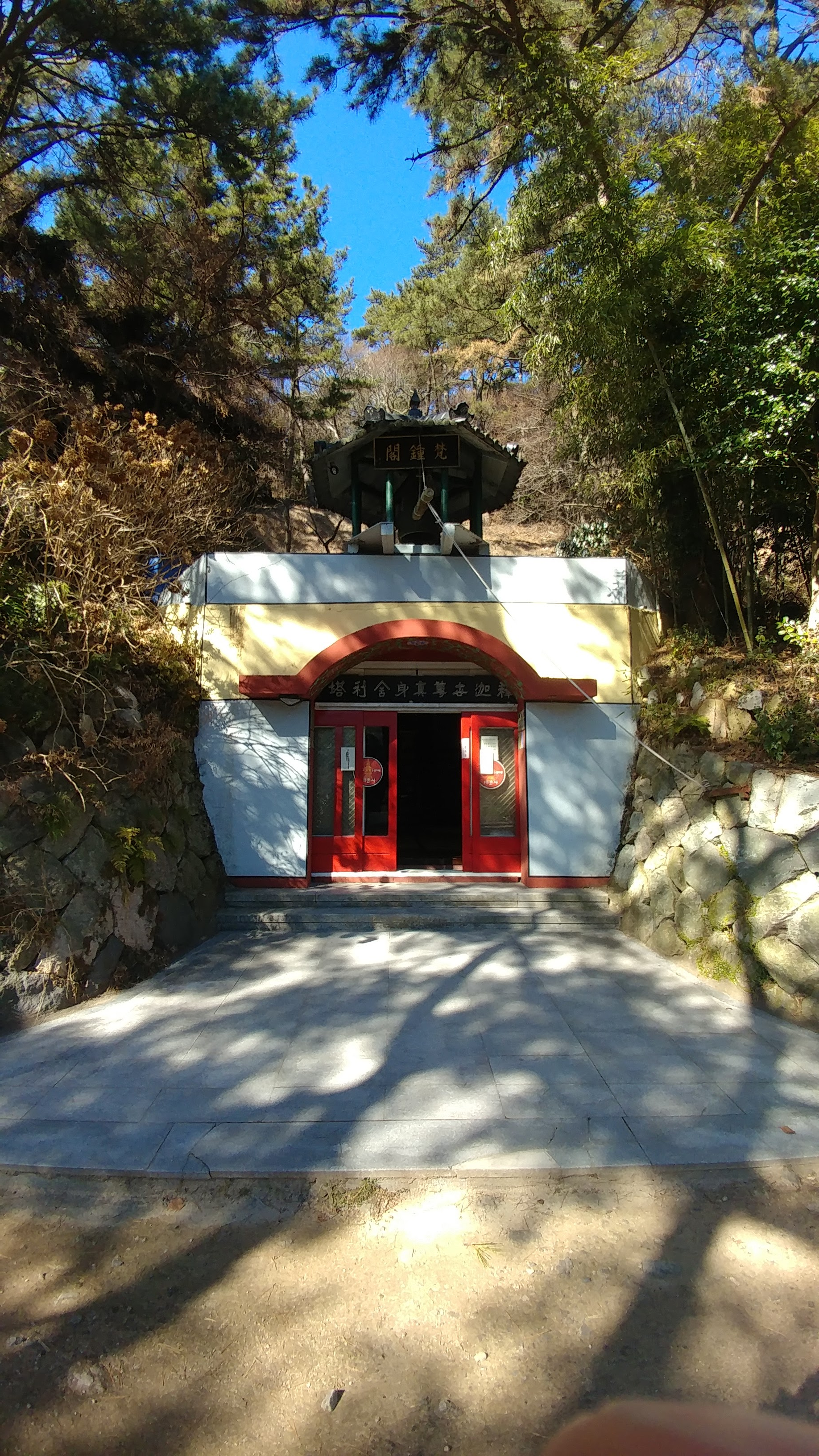
태종사 석가세존진신사리탑